# Consolea acaulis
Consolea acaulis là một loài thực vật có hoa trong họ Cactaceae. Loài này được (Ekman & Werderm.) F.M.Knuth mô tả khoa học đầu tiên năm 1935.